# Hélesmes
Hélesmes är en kommun i departementet Nord i regionen Hauts-de-France i norra Frankrike. Kommunen ligger i kantonen Denain som tillhör arrondissementet Valenciennes. År 2022 hade Hélesmes 1 905 invånare.

## Befolkningsutveckling
Antalet invånare i kommunen Hélesmes
| Referens: INSEE |